# Rezolucija Vijeća sigurnosti UN-a 743
Rezolucijom Vijeća sigurnosti UN-a 743, jednoglasno usvojenom 21. veljače 1992., nakon ponovnog potvrđivanja rezolucija 713 (1991.), 721 (1991.), 724 (1991.), 727 (1992.) i 740 (1992.), te uzimajući u obzir da je situacija u bivšoj Jugoslaviji predstavlja prijetnju međunarodnom miru i stabilnosti, Vijeće je uspostavilo mirovnu misiju u zemlji, poznatu kao Zaštitne snage Ujedinjenih naroda (UNPROFOR), s ciljem postizanja mirnog političkog rješenja u regiji.
Vijeće je također odlučilo rasporediti Snage na početno razdoblje od dvanaest mjeseci, nadalje odlučivši da se embargo na oružje Jugoslaviji ne bi trebao primjenjivati na oružje i vojnu opremu namijenjenu UNPROFOR-u. Zatraženo je od glavnog tajnika Butrosa Butros-Galija da poduzme mjere za raspoređivanje snaga što je prije moguće, uz odobrenje Vijeća, uključujući proračun koji će djelomično nadoknaditi jugoslavenske strane, ali uz napomenu da je UNPROFOR privremeni aranžman. O financiranju se raspravljalo na Glavnoj skupštini 19. ožujka 1992.  Rezolucija također zahtijeva od njega da podnosi izvješća prema potrebi, a ne manje od svakih šest mjeseci, s prvim izvješćem o napretku u regiji u roku od dva mjeseca.
Rezolucija 743 također je pozvala i zahtijevala sve strane u regiji da poštuju prekid vatre i osiguraju sigurnost UNPROFOR-a, ponovno pozivajući jugoslavenske strane na suradnju s Konferencijom o Jugoslaviji. Također je zatražila međunarodnu potporu za Snage, posebno u pogledu tranzita osoblja i opreme.
Početna snaga Zaštitnih snaga Ujedinjenih naroda, koja nije ovlaštena prema Poglavlju VII, sastojala se od oko 13 000 vojnika, 100 vojnih promatrača i 530 policajaca. Bila je to druga najveća mirovna operacija Ujedinjenih naroda u povijesti, pokrivajući cijelu Jugoslaviju osim Slovenije, i ostat će na snazi sve do stupanja Daytonskog sporazuma na snagu 20. prosinca 1995.

## Vanjske poveznice
| Wikizvor | Engleski Wikizvor ima izvorni tekst na temu: United Nations Security Council Resolution 743 |

- Text of the Resolution at undocs.org